# Alan R. Battersby
Sir Alan Rushton Battersby (n. 4 martie 1925, Leigh, Anglia, Regatul Unit – d. 10 februarie 2018) a fost un specialist în chimie organică, cunoscut pentru lucrările sale în domeniul amprentelor genetice, al compusului Cobalamină și al plantelor alcaloide.
Pentru rezultatele sale, a primit în 1984, Royal Medal, în 1989, Premiul Wolf pentru Chimie, iar în 2000, Medalia Copley.